# Nicolas Roche
Nicolas Roche (Conflans-Sainte-Honorine, Yvelines, Francia, 3 de julio de 1984) es un ciclista irlandés que fue profesional entre 2005 y 2021.

## Biografía
Nicolas es el hijo de Stephen Roche, exciclista que ganó en el mismo año el Tour de Francia, el Giro de Italia y el Campeonato del Mundo en 1987. Además es primo del ciclista Daniel Martin. Nicolas practicó primero el rugby y el fútbol, pero en ciclismo logra resultados rápidos en las categorías juveniles en Irlanda en primer lugar y luego en Francia.
Después de sus rangos en la formación de categoría DN1 amateur VC La Pomme Marseille, Nicolas comenzó en el circuito profesional en agosto de 2004 como parte del equipo Cofidis, Le Crédit par Téléphone. Tras las buenas actuaciones, firmó el siguiente invierno su primer contrato profesional.
Debido a estas dos primeras temporadas de descubrimiento, Nicolas tiene a menudo un papel relevante para su equipo de dirigentes. Además logró varios lugares de honor, y firmar su primera victoria en el circuito profesional, ganando una etapa del Tour del Porvenir en Metz.
Nicolas Roche corrió desde 2007 en el equipo Crédit Agricole. Se convirtió en ese año campeón de Irlanda contrarreloj.
Tras el anuncio de la retirada del equipo Crédit Agricole, firmó por el Ag2r Prévoyance para las dos próximas temporadas.
Tiene doble nacionalidad franco-irlandesa y pasó su infancia entre estos dos países. Después de largas vacilaciones, optó por correr bajo los colores de Irlanda.
En 2010 disputó la Vuelta a España logrando su mejor clasificación en una vuelta de 3 semanas al ser 7.º en la general y dando una muy buena imagen durante toda la carrera, corroborando así sus dos buenas actuaciones en los últimos Tour de Francia de 2009 y sobre todo el de 2010.
En 2011 disputó el Tour de Francia con la intención de al menos igualar la buena imagen mostrada en los últimos años pero al final no pudo hacer una más que discreta 26º posición pese a que apareció en varias etapas en fuga, como la del Col du Galibier, una vez ya fuera del objetivo de hacer top 10. Presumiblemente, Roche no llegaba en las mejores condiciones físicas tras haber sufrido una fuerte caída en la Dauphiné Libéré que le obligó a abandonar pocas semanas antes del inicio del Tour.
También decidió participar en la Vuelta a España donde tras hacer 7.º en 2010 era uno de los candidatos a hacer un buen puesto final sin embargo solo pudo ser 16.º en la general final aunque nuevamente se dejó ver con varias fugas en etapas de montaña. Fue el mejor de su equipo un año más.
En el Tour de 2012 finaliza en la 12.ª posición de la general logrando así su mejor puesto final en la ronda gala. Además, se confirma que ficha por el equipo Saxo Bank para ayudar a Alberto Contador a lograr un nuevo Tour de Francia para 2013.
En la última gran vuelta por etapas del año 2012 al servicio del Ag2r La Mondiale, la Vuelta a España, finalizó nuevamente 12.º en la general al igual que en el Tour después de pasar las 2 primeras semanas de carrera entre los 10 primeros pero al final no pudo lograr su objetivo de top 10. Volvió a ser una vez más el mejor de su equipo.
En el año 2013, representando al Team Saxo-Tinkoff, se presentó con una gran ambición en la Vuelta a España ganando la segunda etapa y llevando durante varios días el maillot rojo de líder de la general, el maillot verde de líder de la clasificación por puntos, el maillot a cuadros de líder de la montaña y el maillot blanco de líder de la combinada. A falta de que termine la carrera esta cuajando una excelente carrera junto a un potente Team Saxo-Tinkoff capaz de cortar la carrera con abanicos como ya hicieran durante el último Tour de Francia en favor de su líder Alberto Contador.
El momento más importante de su carrera, seguramente tuvo lugar durante la Vuelta a España 2013. En un Team Saxo-Tinkoff en el que él iba a compartir liderato junto a Roman Kreuziger, rápidamente se logró desmarcar como único líder del equipo gracias a su victoria en la etapa 2 con final en el Alto do Monte a Groba, además de conseguir más adelante vestir durante un día el maillot rojo de líder de la carrera. Finalmente obtuvo un meritorio 5.º puesto en la general a 7'11" del ganador de la carrera Chris Horner.
En el año 2015 firma por dos años por el equipo Team Sky, entre sus mejores puestos cabe destacar una victoria en la etapa 18 de la Vuelta a España 2015 en la localidad de Riaza tras una larga fuga. En 2016 se proclama campeón nacional en ruta y contrarreloj de Irlanda y obtiene un sobresaliente segundo puesto en la general del UAE Tour, tan solo por detrás de Tanel Kangert.
En 2017 firma por el equipo BMC Racing Team. En la primera etapa de la Vuelta a España 2017, con salida en Nimes, consigue ganar el maillot de la montaña, gracias a la victoria de su equipo en la contrarreloj por equipos inicial. En esta Vuelta a España tiene un gran papel y se le ve bastante combativo dónde termina en el puesto 14 en la clasificación general.
En la temporada 2019 firma por el equipo Team Sunweb, donde tendrá un rol distinto, ahora le tocará hacer de líder de grupo y aportar toda su experiencia a sus compañeros.
En la etapa 2 de la Vuelta a España 2019, consiguió el maillot rojo de líder de la general, que lo visitó durante 3 jornadas. En la etapa 6 debido a una caída tubo que abandonar.

## Palmarés
| 2004 - 3.º en el Campeonato de Irlanda en Ruta 2006 - 1 etapa en el Tour del Porvenir 2007 - Campeonato de Irlanda Contrarreloj 2008 - 1 etapa en el G. P. Paredes Rota dos Móveis - 1 etapa en el Tour de Limousin 2009 - Campeonato de Irlanda en Ruta 2010 - 2.º en el Campeonato de Irlanda en Ruta 2011 - 1 etapa del Tour de Pekín 2012 - 3.º en el Campeonato de Irlanda Contrarreloj - 2.º en el Campeonato de Irlanda en Ruta | 2013 - 1 etapa de la Vuelta a España 2014 - Ruta del Sur, más 1 etapa 2015 - 1 etapa de la Vuelta a España 2016 - Campeonato de Irlanda Contrarreloj - Campeonato de Irlanda en Ruta 2017 - 2.º en el Campeonato de Irlanda Contrarreloj 2020 - 2.º en el Campeonato de Irlanda Contrarreloj - 2.º en el Campeonato de Irlanda en Ruta 2021 - 2.º en el Campeonato de Irlanda Contrarreloj |

## Resultados en Grandes Vueltas y Campeonatos del Mundo
| Carrera              | Carrera              | 2005 | 2006 | 2007  | 2008 | 2009 | 2010 | 2011 | 2012 | 2013 | 2014 | 2015 | 2016 | 2017 | 2018 | 2019 | 2020 | 2021 |
| -------------------- | -------------------- | ---- | ---- | ----- | ---- | ---- | ---- | ---- | ---- | ---- | ---- | ---- | ---- | ---- | ---- | ---- | ---- | ---- |
|                      | Giro de Italia       | —    | —    | 122.º | —    | —    | —    | —    | —    | —    | 30.º | —    | 24.º | —    | Ab.  | —    | —    | 59.º |
|                      | Tour de Francia      | —    | —    | —     | —    | 23.º | 14.º | 26.º | 12.º | 40.º | 39.º | 35.º | —    | 33.º | —    | 45.º | 64.º | —    |
|                      | Vuelta a España      | —    | —    | —     | 13.º | —    | 6.º  | 16.º | 12.º | 5.º  | —    | 26.º | —    | 14.º | 40.º | Ab.  | —    | —    |
| Mundial en Ruta      | Mundial en Ruta      | —    | Ab.  | —     | Ab.  | Ab.  | 97.º | 51.º | 34.º | Ab.  | 26.º | —    | —    | 33.º | 67.º | —    | 51.º | —    |
| Mundial Contrarreloj | Mundial Contrarreloj | —    | —    | —     | —    | —    | —    | —    | —    | 13.º | 41.º | —    | 30.º | 12.º | 46.º | —    | 31.º | —    |

—: no participa

Ab.: abandono

## Equipos
- Cofidis, Le Crédit par Téléphone (2005-2006)
- Crédit Agricole (2007-2008)
- Ag2r-La Mondiale (2009-2012)
- Saxo/Tinkoff (2013-2014)
  - Team Saxo-Tinkoff (2013)
  - Tinkoff-Saxo (2014)
- Team Sky (2015-2016)
- BMC Racing Team (2017-2018)
- Sunweb/DSM[2] (2019-2021)
  - Team Sunweb (2019-2020)
  - Team DSM (2021)